# Rettenberg (Iffeldorf)
Rettenberg ist ein Gemeindeteil der Gemeinde Iffeldorf im oberbayerischen Landkreis Weilheim-Schongau.

## Lage
Die Einöde liegt etwa zwei Kilometer östlich vom Iffeldorfer Ortskern und weniger als 500 Meter nordöstlich des Penzberger Stadtteils Kirnberg direkt an der Staatsstraße 2063. Ungefähr 500 Meter nordwestlich befindet sich die Anschlussstelle Penzberg/Iffeldorf der Bundesautobahn 95.

## Geschichte
Erstmals erwähnt wird Rettenberg als „roetenberch“ im Urbar der Herren von Seefeld-Peißenberg aus der Zeit zwischen 1300 und 1320. Weitere historische Namensformen sind röttenperg (1537), Redenperg (um 1550) und Retenperg (1719).
Der Rettenberger 1⁄8-Hof war dem Kloster Wessobrunn zinspflichtig, bis er kurfürstliches Lehen wurde, d. h. der Hof wurde dem Bauern zum Familienbesitz gegeben.
Am Ende des Zweiten Weltkriegs war in Rettenberg eine SS-Einheit einquartiert. Am 30. April 1945 brannte der Rettenberger Hof in Folge eines Gefechts gegen die herannahenden amerikanischen Truppen ab. Später wurde er wieder aufgebaut.
Um Rettenberg entstand von 1989 bis 1991 der Golfplatz Iffeldorf, die Landwirtschaft wurde aufgegeben. Neben dem Hof wurde ein Clubhaus mit Restaurant errichtet.

### Einwohnerentwicklung
| Jahr | Einwohner |
| ---- | --------- |
| 1825 | 12        |
| 1871 | 9         |
| 1925 | 13        |
| 1950 | 14        |
| 1961 | 6         |
| 1970 | 6         |
| 1987 | 4         |